# FNV Bouwen & Wonen
De FNV Bouwen & Wonen, is een sectorafdeling van de Nederlandse vakbond FNV. Voorheen was het als Bouw- en Houtbond FNV (B&HB), in de volksmond vaak bekend als FNV Bouw, een aparte vakbond. 

## Historiek
Bouw- en Houtbond FNV is in 1982 ontstaan uit een fusie van de katholieke Bouw- en Houtbond NKV en de socialistische Bouwbond NVV.
FNV Bouw was in ledental de vierde FNV bond en behartigde de belangen van onder anderen bouwvakkers, schilders, stukadoors en meubelbouwers. De vakbond telde in 2000 zo'n 150.000 leden. In de periode daarna liep dat onder invloed van de teruggang van de werkgelegenheid in de bouw structureel terug tot beneden de 100.000 in 2014. De belangen van zelfstandigen in de bouw werden behartigd door FNV Zelfstandigen Bouw (FNV ZBO), dat in 2000 van een FNV Bouwsector tot een volwaardige FNV-bond werd maar zich enkele jaren later losmaakte van de FNV.
Grote bouwstakingen georganiseerd door FNV Bouw waren die in 1995 (vijf weken) en 2001 (zeven weken). Tienduizenden bouwvakkers legden toen het werk neer.
Op 1 januari 2015 ging FNV Bouw op in de FNV en werd het een sectorafdeling.  

## Structuur
Het hoofdkantoor was gevestigd in Woerden. FNV Bouw had regiokantoren in Groningen, Deventer, Rotterdam en Weert. Daarnaast had de bond in tientallen dorpen en steden lokale afdelingen. FNV Bouw bestond de laatste jaren uit vier sectoren: Bouw & infra, Afbouw & Onderhoud, Meubel & Hout en Woondiensten. De sector Waterbouw deelt FNV Bouw met Nautilus International, de FNV-bond voor de scheepvaardij.

### Bestuur
De verkozen opvolger van John Kerstens, Willem Linders, moest al na enkele weken zijn voorzitterschap opgeven vanwege privéproblemen. Daarna is het voorzitterschap tot aan de fusie waargenomen door vice-voorzitter Charley Ramdas.
| Tijdspanne  | Voorzitter                  |
| ----------- | --------------------------- |
| 1982 - 1985 | Bram Buijs                  |
| 1985 - 1993 | Jan Schuller                |
| 1993 - 2003 | Roel de Vries               |
| 2003 - 2009 | Dick van Haaster            |
| 2009 - 2012 | John Kerstens               |
| 2013        | Willem Linders              |
| 2013 - 2014 | Charley Ramdas (waarnemend) |

### Publicaties
FNV Bouw bracht de laatste jaren van haar bestaan voor leden per sector een blad uit:
- Casco, voor de sector Bouw & Infra
- Punt voor de sector Afbouw & Onderhoud
- Krul voor de sector Meubel & Hout
- Plein voor de sector Woondiensten